# اوشترنینبورگ
اوشترنینبورگ (به آلمانی: Osternienburg) یک منطقهٔ مسکونی در آلمان است که در اوشترنینبورگر لاند واقع شده‌است. اوشترنینبورگ ۲٬۱۶۹ نفر جمعیت دارد.